# Stazione di Piazzale Flaminio
La stazione di Piazzale Flaminio è una stazione ferroviaria di Roma, capolinea della ferrovia Roma–Civita Castellana–Viterbo, gestita da ASTRAL.

## Storia
La stazione fu inaugurata il 28 ottobre 1932 (decennale della marcia su Roma) assieme alla tratta Roma - Civita Castellana; il tratto di penetrazione urbana fu realizzato in galleria sotto i Parioli.
Nel 2015 sono iniziati i lavori di costruzione della nuova stazione, destinata esclusivamente ai treni urbani da e per Montebello e dotata di un corridoio di scambio con la linea A.

## Strutture e impianti
La stazione si trova al piano terreno di un edificio di tre piani costruito su progetto dell'architetto Ariodante Bassero. Ha un salone sotterraneo di circa 100 metri di lunghezza, con due binari ai lati e un marciapiede centrale. In una sala adiacente alla biglietteria è presente un affresco che rappresenta tutte le località raggiunte dalla ferrovia.

## Movimento
La stazione è servita dai collegamenti ferroviari svolti da Cotral nell'ambito del contratto di servizio con la regione Lazio.
Dalla stazione partono sia i treni urbani, che fanno capolinea alla stazione Montebello, sia i convogli extraurbani per Civita Castellana e Viterbo.

## Interscambi
- Fermata metropolitana (Flaminio, linea A)
- Fermata tram (Flaminio, linea 2)
- Fermata autobus (linee ATAC e COTRAL)